# Куншак, Леопольд
Леопольд Куншак (нем. Leopold Kunschak, 11 ноября 1871, Вена, Австро-Венгрия — 13 марта 1953, Вена, Австрия) — австрийский государственный деятель, председатель Национального совета Австрии (1945—1953).

## Биография
Рано потерял отца, работал наборщиком, возницей, затем перешел на вагонный завод Зиммеринга. С 1892 по 1934 гг. возглавлял христианско-социальное рабочее объединение.
- 1904—1934 гг. — член городского совета Вены,
- 1907—1911 гг. — депутат рейхстага,
- 1913—1919 гг. — член Национального совета Нижней Австрии,
- 1919—1920 гг. — член Учредительного собрания
- 1920—1934 гг. — член Национального совета.

Был известен своими антисемитскими взглядами. Выступал с разоблачениями «еврейской либеральной прессы» и усматривал в работодателях еврейского происхождения угрозу для христианских работников. В 1919 г. разработал дискриминационный законопроект о «правовом положении еврейского народа», который, впрочем, не внес под влиянием председателя Христианско-социальной партии Игнаца Зейпеля. В 1936 г. опубликовал в журнале имперского объединения Христианского объединения трудящихся Австрии аналогичный законопроект, предусматривавший создание изолированных «еврейских поселений», с отдельными школами, а также ограничение доступа для евреев в университеты и к работе в государственном секторе.
Являлся противником Энгельберта Дольфуса и националистического объединения хеймвер. После Второй мировой войны 27 апреля 1945 г. он совместно с Карлом Реннером, Адольфом Шерфом и Иоганном Копленигом подписал Декларацию независимости Австрии.
- 1945 г. — членом Венского городского совета,
- 1945—1946 гг. — вице-бургомистр Вены. Участвовал в создании Австрийской народной партии (АНП).

С декабря 1945 г. — президент Национального совета.
С 1965 г. АНП присуждает ежегодную премию имени Леопольд Куншака.
Изображен на австрийской почтовой марке 1978 года.